# Indbildskhed
Indbildsk adj. for at en som har overdrevent høje tanker om sig selv, dvs. egen betydning og egne evner.
Synonymer kan være opblæst.